# 칸-인골드-프렐로그 순위 규칙
칸-인골드-프렐로그(Cahn-Ingold-Prelog) 순위 규칙, 또는 CIP 체계는 유기화학에서 입체 이성질체를 구분짓기 위해 사용되는 일련의 규칙이다. 분자는 임의 수의 입체중심과 임의 수의 이중 결합을 가질 수 있다. CIP 체계의 목적은 각 입체중심에 R/S 구분자를 할당하거나, 각 이중 결합에 E/Z 구분자를 할당하여 전체 분자를 유일한 방식으로 구분하며 표기하기 위함이다.
칸-인골드-프렐로그 순위 규칙은 입체 이성질체를 구분짓고자 하는 특수한 목적으로 설계되었으며, 따라서 일반적인 화합물을 명명하기 위해 고안된 IUPAC 명명법과 같은 다른 명명법과는 차이를 보인다.
CIP 체계를 사용하여 분자를 명명하기 위한 과정은 다음과 같다.
1. 입체중심과 이중 결합을 찾음
2. 각 입체중심이나 이중 결합 원자에 결합 된 작용기에의 우선순위 할당
3. R/S, E/Z 구분자의 할당

## 우선 순위의 할당
R/S 나 E/Z 구분자는 각 입체중심이나 이중 결합 원자에 연결된 작용기의 우선 순위에 따라 정해지게 된다. 이러한 우선 순위를 결정하는 과정이야말로 CIP 체계의 핵심이다.
두 작용기의 집합은 우선 입체중심에 직접적으로 연결된 원자의 원자 번호에 의해 비교되게 된다. 높은 원자 번호의 원자를 지닌 작용기가 보다 높은 우선 순위를 지니게 된다. 동일한 우선 순위라면, 입체중심에 직접적으로 연결된 원자에 결합된 작용기의 목록을 이용하여 다시 비교하게 된다. 다시 말하자면, 입체중심으로부터 거리 2의 원자를 비교하는 것이다. 각각의 목록은 모두 원자 번호가 감소하는 순서대로 정렬하여 비교하게 된다. 이렇게 정렬된 상태에서 앞에서부터 나열된 원자를 비교해 나가게 되며, 높은 원자 번호를 지닌 원자를 포함한 작용기가 높은 우선 순위를 지니게 된다. 여전히 동일한 우선순위로 판단이 된다면, 각각의 목록은 다시금 자신에 연결된 작용기의 목록으로 치환되게 되며(즉 입체중심으로부터 거리가 계속 늘어난다), 동일한 순위가 해결될 때까지 이러한 과정은 반복된다.
이러한 과정을 설명하기 위한 일부 예를 들면 다음과 같다.
- -OH > -CH3. -OH 작용기는 직접적으로 연결된 원자인 산소의 원자 번호가 8로서 -CH3 의 탄소의 원자 번호 6 보다 크기 때문에 높은 우선 순위를 지닌다.
- -CH(OH)CH3 > -CH2OH. 직접적으로 연결된 원자는 두 경우 모두 탄소이다. 하지만 탄소로부터 연결된 거리 2의 원소의 집합은 각각 원자 번호 순으로 정렬할 경우 (O, C, H) 와 (O, H, H) 가 된다. 두 번째 항목을 비교할 경우 -CH(OH)CH3 에 존재하는 탄소의 원자 번호가 -CH2OH 에 존재하는 수소의 원자 번호보다 크기 때문에 -CH(OH)CH3 이 높은 우선 순위를 가진다.
- -CH(OCH3)CH3 > -CH(OH)CH2OH. 거리 2 목록은 모두 (O, C, H)로 동일하다. 따라서 각 원소를 거리 3의 원소 목록으로 치환하게 되면, ((C), (H, H, H), ( )) 와 ((H), (O, H, H), ( ))으로 변하게 된다. 앞에서부터 비교했을 때, 거리 2 에서의 산소에 연결된 원소가 각각 탄소와 수소로 차이가 난다는 것을 알 수 있고, 따라서 거리 2 의 산소에 탄소가 연결 된 -CH(OCH3)CH3 가 -CH(OH)CH2OH 보다 우선 순위가 높다. 거리 2의 탄소에 연결 된 수소와 산소의 비교는 따라서 의미가 없다.
- -CH(CH2F)OCH3 > -CH(CH3)OCH2F. -CH(CH2F)OCH3에서의 거리 3 플루오린이 -CH(CH3)OCH2F 의 수소보다 원자 번호가 크기 때문에 우선 순위가 높다.

### 동위 원소
두 작용기가 동위 원소에서만 차이가 난다면, 질량수를 사용하여 순위를 매긴다.
예:
- -CDH2 > -CH3. 거리 2의 목록은 (D, H, H) 와 (H, H, H)이지만, 중수소가 수소에 비해 질량수가 높기 때문에 우선 순위가 정해진다.
- -C(OD)CH3 > -C(OH)CTH2. 거리 2의 목록은 모두 (O, C, H)이며, 거리 3 목록은 각각 ((D), (H, H, H), ( )) 와 ((H), (T, H, H), ( ))이다. 역시 중수소가 수소보다 우선 순위가 높다.
- -CH2CH2CH3 > -CDHCH3. 여기서는 원소 자체에 차이가 있기 때문에 동위 원소를 사용해서가 아닌 단순히 원자 번호를 이용해서 우선 순위를 결정짓게 된다. 즉, 거리 3의 비교에 의해 -CH2CH2CH3 의 우선 순위가 높게 된다. 서로 구성 원자가 다르기 때문에 거리 2의 중수소를 이용하여 -CDHCH3 의 우선 순위를 더 높이는 것은 잘못이다.

### 이중, 삼중 결합
어떤 원자 A가 B와 이중 결합 되어 있다면, A는 B와 가상의 B라는 서로 다른 두 개의 원자에 단일 결합 되어 있다고 간주된다. 이때, 가상의 B는 B와 동일한 원자 번호를 가졌지만, A 이외에는 어디에도 연결되어 있지 않은 가상의 원자이다. 이후, B가 B에 결합된 원자 목록으로 치환되게 될 때, 한번 사용된 결합은 다시 재사용되지 않는다는 원칙에 따라 원래의 A는 기술되지 않지만, 이중결합이 양단에서 적절하게 기술되게 하기 위해 가상의 A를 하나 포함시키게 된다.(예 참조)
예:
- -CH=O > -CH2OH. 거리 2의 목록은 (O, 가상의 O, H) 와 (O, H, H). 가상의 산소가 수소보다 우선 순위가 높다.
- -CH(OCH3)2 > -CH=O. 거리 2 목록은 (O, O, H) 와 (O, 가상의 O, H)로서 동일하다. 하지만 거리 3 목록의 관점에서 보면, 가상의 산소에는 어떠한 결합 목록도 존재하지 않고, 대신 이중 결합을 표시하기 위해 첫 번째의 산소에 가상의 탄소를 연결시키게 된다. 따라서 거리 3 목록은 각각 ((C), (C), ( )) 와 ((가상의 C), ( ), ( ))가 되며, 우선 순위가 결정 가능하다.
- -CH=CH2 > -CH(CH3)2. 거리 2 목록은 (C, 가상의 C, H) 와 (C, C, H) 로서 우선 순위가 동일하다. 하지만 거리 3에서 목록은 각각 ((가상의 C, H, H), ( ), ( )) 와 ((H, H, H), (H, H, H), ( ))가 된다. 이때 가상의 탄소는 -CH=CH2 의 이중 결합에서 역방향의 결합을 나타내는 것이고 이로 인해 우선 순위가 결정된다.

삼중 결합은 A와 B가 각각 하나가 아닌 두 개씩의 가상의 원자를 지닌다는 점을 제외하고는 이중 결합과 동일한 방법으로 처리한다.

### 고리
하나 이상의 고리 구조를 지닌 분자를 다루기 위해서는, 우선 입체중심으로부터 시작하는 모든 가능한 경로를 탐색해 나가면서 나무 형태로 확장해야한다. 탐색 과정에서 현재의 경로에서 이미 지나친 적이 있는 원자를 만나게 된다면, 탐색 과정을 종료시킬 수 있게 하기 위해 가상의 원자를 생성한다. 따라서, 원래 분자의 동일한 원자라도, 나무 구조에 있어서는 많은 장소에서 동시에 나타날 수 있다.

## 구분자의 할당

### 입체중심: R/S
입체중심에 대해 각 작용기의 우선 순위를 결정한 다음에, 가장 낮은 우선 순위를 지닌 작용기가 관측자로부터 멀어지는 쪽으로 향하도록 분자를 입체중심을 기준으로 회전시키게 된다. 이후 남은 3개의 작용기의 우선 순위가 시계 방향으로 감소하게 된다면, R(오른쪽을 뜻하는 라틴어 Rectus)이라고 명명하며, 반시계 방향으로 감소한다면 S(왼쪽을 뜻하는 라틴어 Sinister)로 명명한다.

### 이중 결합: E/Z

(Z)-2-부텐

(E)-2-부텐

알켄이나 다른 유사한 이중 결합 분자에 있어서도 동일한 방식으로 우선 순위를 결정짓는다. 하지만 이 경우, 문제가 되는 것은 이중 결합에 가장 높은 우선 순위의 작용기가 결합되어 있는 경우이다. 만약 두개의 높은 우선 순위를 지닌 작용기가 이중 결합의 동일한 방향에 존재하는 경우, 즉 시스 배열과 같은 경우에는 함께라는 의미의 독일어 zusammen으로부터 Z라고 구분 짓는다. 반대의 경우, 즉 작용기가 다른 방향에 존재할 경우는 반대의라는 의미의 독일어 entgegen으로부터 E라고 구분짓게 된다. 즉 예의 2-부텐에서 메틸기가 같은 방향에 있을 경우 Z, 다른 방향에 있을 경우는 E가 된다.

### 한 분자에 있어서의 여러 개의 분자설명인자
하나의 분자를 결정하기 위해 각 명명법을 사용하는 도중에, 하나 이상의 구분자를 사용해야하는 경우가 있다. 예로서 에페드린의 경우는 1-(R), 2-(S) 와 1-(S), 2-(R)의 두 가지 형태로 존재한다. 동일한 화학식을 가지고 대신 1-(R), 2-(R)의 1-(S), 2-(S) 입체 구조를 가지는 분자는 에페드린이 아니고, 슈도에페드린이다. 슈도에페드린은 에페드린과는 화학적으로 다른 특성을 지니지만, 분자식은 2-메틸아미노-1-페닐-1-프로판올로서 동일하며 단지 입체 구조만이 다를 뿐이다. 일반적으로 n개의 입체중심에 대해서는 2n개의 입체 이성질체가 가능하지만, 일부 입체 이성질체는 서로 구조가 겹치기도 하므로, 실제 존재하는 분자 구조는 줄어들기도 한다.

## 같이 보기
- 카이랄성 (화학)
- 설명자
- 이성질체
- 입체화학